# シーロ
シーロ (Ciro) は、アメリカ生まれの競走馬、種牡馬。伯父にヘクタープロテクターとシャンハイ、叔母にボスラシャムがいるなど近親に活躍馬が多い。

## 経歴
競走馬としてのデビューは1999年（2歳）で、初勝利はデビュー2戦目だった。10月10日にはグランクリテリウムに出走して勝利し、キャリア3戦目でG1初勝利を挙げた。2000年にはリュパン賞を制しG1で2勝目を挙げたが、7月2日のアイリッシュダービーでシンダーに敗れ3着となったあとにアメリカへ転厩することになった。そして転厩初戦の8月19日に行われたセクレタリアトステークスで勝利し転厩後初勝利をG1で飾った。次の8月29日のローレンスリアライゼーションハンデキャップも制したが、以降3戦は勝利できずに2001年で競走馬を引退した。
2002年より日本に輸入されて種牡馬として供用され、2003年に初年度産駒が誕生した。初年度産駒は2005年より競走馬デビューを果たした。2008年1月31日にはトヨサトスタリオンセンターからアロースタッドへ移動した。2009年よりロシアで種牡馬生活を送る。

## おもな産駒
- 2004年産
  - レッドドラゴン（2007年ニューイヤーカップ）
- 2006年産
  - ブルーラッド（2009年浦和記念、戸塚記念、埼玉栄冠賞、東京湾カップ）
- 2008年産
  - ハッコー（2010年金の鞍賞）

## 血統表
| シーロの血統（ミスタープロスペクター系／Northern Dancer 3×5=15.63%、Nasrullah 5×5×5=9.38%、Native Dancer4x5=9.38%） | シーロの血統（ミスタープロスペクター系／Northern Dancer 3×5=15.63%、Nasrullah 5×5×5=9.38%、Native Dancer4x5=9.38%） | シーロの血統（ミスタープロスペクター系／Northern Dancer 3×5=15.63%、Nasrullah 5×5×5=9.38%、Native Dancer4x5=9.38%） | （血統表の出典）       | （血統表の出典） |
| 父 Woodman 1983 栗毛                                                                                                | 父の父Mr. Prospector 1970 鹿毛                                                                                      | Raise a Native | Native Dancer          | Native Dancer    |
| 父 Woodman 1983 栗毛                                                                                                | 父の父Mr. Prospector 1970 鹿毛                                                                                      | Raise a Native | Raise You              |                  |
| 父 Woodman 1983 栗毛                                                                                                | 父の父Mr. Prospector 1970 鹿毛                                                                                      | Gold Digger | Nashua                 | Nashua           |
| 父 Woodman 1983 栗毛                                                                                                | 父の父Mr. Prospector 1970 鹿毛                                                                                      | Gold Digger | Sequence               |                  |
| 父 Woodman 1983 栗毛                                                                                                | 父の母*プレイメイト Playmate 1975 栗毛                                                                              | Buckpasser | Tom Fool               | Tom Fool         |
| 父 Woodman 1983 栗毛                                                                                                | 父の母*プレイメイト Playmate 1975 栗毛                                                                              | Buckpasser | Busanda                |                  |
| 父 Woodman 1983 栗毛                                                                                                | 父の母*プレイメイト Playmate 1975 栗毛                                                                              | Intriguing | Swaps                  | Swaps            |
| 父 Woodman 1983 栗毛                                                                                                | 父の母*プレイメイト Playmate 1975 栗毛                                                                              | Intriguing | Glamour                |                  |
| 母 Gioconda 1990 | 母の父Nijinsky II 1967 鹿毛                                                                                         | Northern Dancer | Nearctic               | Nearctic         |
| 母 Gioconda 1990 | 母の父Nijinsky II 1967 鹿毛                                                                                         | Northern Dancer | Natalma                |                  |
| 母 Gioconda 1990 | 母の父Nijinsky II 1967 鹿毛                                                                                         | Flaming Page | Bull Page              | Bull Page        |
| 母 Gioconda 1990 | 母の父Nijinsky II 1967 鹿毛                                                                                         | Flaming Page | Flaring Top            |                  |
| 母 Gioconda 1990 | 母の母Korveya 1982 栗毛                                                                                             | Riverman | Never Bend             | Never Bend       |
| 母 Gioconda 1990 | 母の母Korveya 1982 栗毛                                                                                             | Riverman | River Lady             |                  |
| 母 Gioconda 1990 | 母の母Korveya 1982 栗毛                                                                                             | Konafa | Kerala                 | Kerala           |
| 母 Gioconda 1990 | 母の母Korveya 1982 栗毛                                                                                             | Konafa | Royal Statue F-No.22-b |                  |